# Pelecopsis varians
Pelecopsis varians là một loài nhện trong họ Linyphiidae.
Loài này thuộc chi Pelecopsis. Pelecopsis varians được Herman Theodor Holm miêu tả năm 1962.